# Baia del Re
La Baia del Re (in norvegese Kongsfjorden) è un fiordo situato nell'isola di Spitsbergen occidentale, la più estesa dell'arcipelago delle isole Svalbard, in Norvegia.

## Descrizione
Il fiordo è lungo 26 chilometri. Due ghiacciai, Kronebreen e Kongsvegen, sono situati sulle sponde del fiordo. L'attigua cittadina di Ny-Ålesund, localizzata sulla sponda meridionale della Baia del Re, è un'ex città mineraria, ed è oggi una sede per scienziati provenienti da tutto il mondo.
La città è tappa di tutte le crociere dell'arcipelago delle isole Svalbard.

## Ambiente
L'ambiente è di tipo artico, il fiordo della Baia del Re gela e si sgela piuttosto rapidamente (circa a metà-fine maggio) per via della corrente marina norvegese, che si dirama da quella del Golf, e raggiunge proprio quest'area dell'isola di Spitzbergen mitigandone il clima, ma rendendolo anche estremamente instabile e nebbioso.
Il "sole di mezzanotte" illumina la Baia del Re per circa 4 mesi e mezzo all'anno. Il sole sorge alle 02:27 del 15 aprile e non tramonta fino alle 00:48 del 27 Agosto. Il sole di mezzanotte è però visibile ancora una volta il giorno successivo, il 28 agosto, tramontando subito dopo alle 00:10.
Tra le basi scientifiche di diversi paesi presenti, vi è anche quella italiana denominata Base artica Dirigibile Italia, in onore alle imprese del Gen. Umberto Nobile, che è gestita dal Consiglio Nazionale delle Ricerche. Nel Settembre 2009 fu inaugurata dal presidente del dipartimento Terra e Ambiente del CNR la Amundsen-Nobile Climate Change Tower, per lo studio del bilancio di energia alla superficie.

## Fauna & Flora
Presso la Baia del Re non ci sono alberi ma solo piccoli cespugli e pochi fiori sparsi, ma sono ben presenti muschi e licheni. All'inizio della stagione estiva transitano centinaia di migliaia di vari uccelli marini, di cui almeno 30 specie nidificano sulle scogliere a nord della Baia.
La Baia del Re è abitato da foche, orche e narvali per un totale di 19 specie di mammiferi marini. Sono presenti all'interno della riviera sud della Baia, le volpi artiche e la piccola renna delle Svalbard.
L'orso polare è il simbolo delle Svalbard e ne è proibita la caccia, tornando a popolare la zona.

## Le spedizioni polari
La zona venne scelta come base per le spedizioni artiche volte alla conquista del Polo Nord.
Nel 1926 giunse alla Baia del Re il dirigibile Norge, e da qui ripartì per raggiungere il vertice geografico.
Nel 1928 il dirigibile Italia attraccò nuovamente al pilone d'ormeggio, ancora oggi visibile, per sostare prima della seconda spedizione al Polo Nord.
Durante le due spedizioni artiche, presso la Baia del Re, si pose all'ancora la nave appoggio della Regia Marina: Città di Milano, che aveva il compito di coordinare la spedizione via radio e di sbarcare mezzi, materiali e uomini per la sussistenza e la logistica.

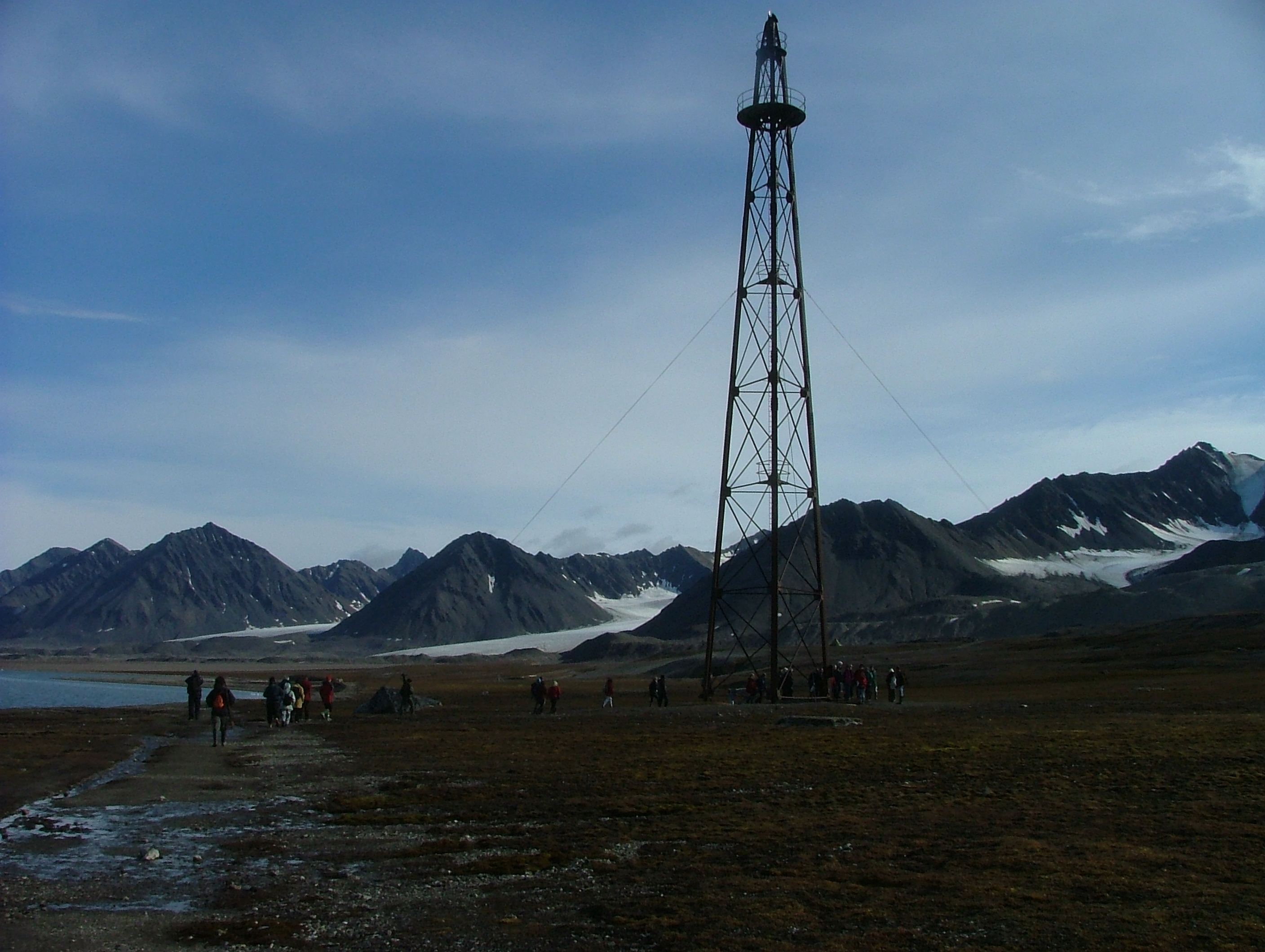
Il pilone di attracco presso la riva della Baia del Re: Ny-Ålesund, Svalbard-Norvegia.
Oggi la torre d'ormeggio per dirigibili è un monumento norvegese.